# Reprezentacja Bangladeszu w piłce siatkowej mężczyzn
Reprezentacja Bangladeszu w piłce siatkowej mężczyzn – zespół siatkarski, reprezentujący Bangladesz podczas międzynarodowych rozgrywek.

## Udział w imprezach międzynarodowych

### Mistrzostwa Azji
- 1989 - 17. pozycja
- 1993 - 16. pozycja